# Tanja Smit
Tanja Smit (24 december 1972) is een Belgische advocate en voormalig politicus voor sp.a.

## Levensloop
Ze studeerde rechten aan Universiteit Antwerpen, alwaar ze in 1996 afstudeerde. Als advocate is ze gespecialiseerd in familierecht, strafrecht en personenrecht.
Haar vader was een tijdlang kabinetschef van toenmalig burgemeester Bob Cools. Op 22-jarige leeftijd werd ze verkozen in de Antwerpse gemeenteraad. Smit volgde in 2003 Patrick Janssens op als fractievoorzitter in de gemeenteraad.. Ze was gemeenteraadslid tot 2011. Dat jaar diende ze haar ontslag in nadat ze vernoemd was in een fraudezaak uit 2007 rond de zaalvoetbalclub Forcom, waarbij politieagenten tijdens de diensturen sponsorgelden verzamelden voor de club, en ze een deel van dit geld zouden hebben opgestreken als commissie. Smit raakte louter toevallig bij het Forcom-dossier betrokken, naar aanleiding van een korting op de aankoop van twee potten verf ter waarde van 286 euro bij een van de sponsors van de club, betaald met de bankkaart van Smit. Het toeval wou dat dit een van de manieren was van een van de verdachten om onterecht btw te recupereren.
Hoewel het Openbaar Ministerie de buitenvervolgingstelling had gevraagd, werd daar door de raadkamer niet op in gegaan. Smit werd voor 'valsheid in geschrifte' en 'lidmaatschap aan een criminele organisatie' naar de correctionele rechtbank verwezen. In 2014 werd ze volledig vrijgesproken. Smit startte vervolgens een geding tegen de Belgische staat om deze aansprakelijk te stellen voor de fouten die jegens haar gemaakt zouden zijn. De beschuldigingen zouden - volgens haar - de oorzaak zijn geweest van het einde van haar politieke carrière
In 2004 en 2005 cumuleerde ze elf mandaten, alle bezoldigd. In 2006 waren dit er negen, in 2008 vier, 2009 vijf, 2010 zes, 2011 vijf, 2012 vier en in 2013 ten slotte drie (telkens allen bezoldigd). Zo was ze onder andere bestuurder van IGAO (het latere IVEKA), IMEA, IVCA en FINEA.
Ze is getrouwd.